# حادثه (فیلم ۱۹۷۶)
حادثه (انگلیسی: Accident) یک فیلم به کارگردانی سرجیو نیکلائسکو است که در سال ۱۹۷۶ منتشر شد. از بازیگران آن می‌توان به سرجیو نیکلائسکو و سباستیان پاپایانی اشاره کرد.